# Louis Auguste Joly
Louis Auguste Joly, né en 1774 et mort en Égypte en 1798, est un peintre français.
Peintre de paysage et élève de Pierre-Henri de Valenciennes.
Il fait partie de la campagne d'Égypte.
Il est tué dans le Delta du Nil, près de Chabbas-Amer, au cours d'une reconnaissance conduite par le général Menou.